# Левньова
Левньова (пол. Lewniowa) — село в Польщі, у гміні Ґнойник Бжеського повіту Малопольського воєводства.
Населення — 924 особи (2011).
У 1975-1998 роках село належало до Тарновського воєводства.

## Демографія
Демографічна структура станом на 31 березня 2011 року:
|          | Загалом | Допрацездатний вік | Працездатний вік | Постпрацездатний вік |
| -------- | ------- | ------------------ | ---------------- | -------------------- |
| Чоловіки | 465     | 130                | 291              | 44                   |
| Жінки    | 459     | 119                | 249              | 91                   |
| Разом    | 924     | 249                | 540              | 135                  |